# Openbravo
Openbravo ist ein ERP-Programm, das vollständig über einen Webbrowser bedient werden kann. Es war bis Januar 2020 quelloffen und stand unter der Openbravo Public License, welche ihrerseits auf der Mozilla Public License basiert. Zielgruppe sind kleine und mittelständische Betriebe.
Es hat seine Wurzeln in Spanien und basiert als Fork teils auf Compiere.
Serverseitig basiert Openbravo wahlweise auf den Datenbanken PostgreSQL oder Oracle, dem Java Development Kit (JDK) und verwendet Apache Tomcat.
Im November 2019 kündigte openbravo an, dass die es ab Januar 2020 die Quellen auf sourceforge löscht und nur noch als Cloudanwendung gegen Gebühr erhältlich sei.

## Openbravo POS
Openbravo POS ist eine Kassensoftware, welche ein hohes Maß an Integration mit Openbravo ERP aufweist. 
Openbravo POS benötigt das Java Runtime Environment ab der Version 5 und arbeitet laut Dokumentation entweder mit Oracle 10g (auch Express), PostgreSQL 8, MySQL 5 oder HSQLDB zusammen.
Die Software ist optimiert für den Einsatz von Touchscreen-Monitoren und bindet eine Vielzahl von Peripheriegeräten an, wie z. B. Bondrucker (Epson, JavaPOS usw.), Kassenanzeigen, sowie Kassenschubladen.